# Spiral
Spiral is een studioalbum van Vangelis, zijn derde 'artiestenalbum' onder die naam. Hij nam het op in zijn eigen Nemo Studios te Londen van 1976 tot 1977 en bracht het uit in 1977. Vangelis hield alles in eigen hand, zelfs het hoesontwerp is van hemzelf. Alleen de geluidstechnici waren derden, zijn vaste geluidsman Keith Spencer-Allen werd bijgestaan door Marlis Duncklau. Vangelis probeerde op dit album de mogelijkheden uit van de Yamaha CS-80, een synthesizer, die hij in de volgende jaren bleef gebruiken. Het album bevat in tegenstelling tot zijn meeste albums vaak sequencers, die vooral in 3+3 opvallen.

## Musici
- Vangelis – toetsinstrumenten, percussie, zangstem in het nummer Ballad

## Tracklist
| Nr. | Titel                                                                                                  | Duur |
| --- | --- | ---- |
| 1.  | Spiral                                                                                                 | 6:56 |
| 2.  | Ballad                                                                                                 | 8:28 |
| 3.  | Dervish D (inspired by the Dervish dancer who by his whirling realises the spiralling of the universe) | 5:14 |

| Nr. | Titel              | Duur |
| --- | ------------------ | ---- |
| 4.  | To the Unknown Man | 9:05 |
| 5.  | 3+3                | 9:35 |

Het nummer Spiral is gebruikt als muziek in de serie Bassie & Adriaan: De Huilende Professor. Het nummer Dervish D werd gebruikt als tune voor het tv-programma "Wondere Wereld". Een fragment van het nummer Spiral werd gebruikt als bumper bij ditzelfde programma. Het album kreeg ook in de 21e eeuw diverse heruitgaven; zo volgde in 2013 een uitgave via Esoteric Recordings en in 2020 een heruitgave op langspeelplaat (beperkte oplage van 1500 stuks). Wouter Bessels constateerde in IO Pages 165 (juli/augustus 2020) dat bij dit album alles op zijn plaats viel richting Kraftwerk (Autobahn), Jean Michel Jarre (Oxygène) en Klaus Schulze (Moondawn).